# Damià Pons i Pons
|  | Aquest article tracta sobre l'escriptor i exconseller d'Educació i Cultura. Si cerqueu el seu cosí, vegeu «Damià Ferrà-Ponç». |

Damià Pons i Pons (Campanet, 1950) és un escriptor i polític mallorquí del Partit Socialista de Mallorca. Ha estat professor de literatura catalana contemporània a la Universitat de les Illes Balears, primer com a titular i després com a catedràtic, adscrit al departament de Filologia Catalana i Lingüística General. Es va jubilar l'any 2021.

## Biografia
Es llicencià en Filosofia i Lletres per la Universitat de Barcelona, on més tard es doctorà en Filologia Catalana. És catedràtic numerari de Batxillerat (Llengua i literatura catalana). Ha investigat en la cultura i societat mallorquina de finals del segle xix i principis del segle xx. Ha publicat nombrosos articles sobre sociolingüística, crítica literària i el nacionalisme a Mallorca. Ha publicat també llibres de poesia i ha col·laborat en la premsa diària (Ara Balears, Última Hora, Diari de Balears, Baleares) i en publicacions periòdiques com Debat Nacionalista, El Temps, Lluc, Dijous, Escola Catalana, L'Avenç, Mallorca Socialista, El Mirall i Pissarra. Formà part de la junta directiva de l'Obra Cultural Balear durant els anys compresos entre el 1984 i el 1988, quan l'entitat era presidida per Ignasi Ribas i després per  Miquel Alenyar Fuster.
Fou diputat al Parlament de les Illes Balears (1995-1999), en representació del PSM-Entesa Nacionalista, període en què fou Conseller de Cultura i Patrimoni al Consell de Mallorca. Entre el 1999 i el 2003 fou Conseller d'Educació i Cultura del Govern de les Illes Balears presidit per Francesc Antich, en el que s'anomenà Pacte de progrés. Als períodes 1994-1998 i 2004-2009 fou el director de la revista Lluc. A partir del 2005, és el director de la col·lecció Temps Obert, d'assaig i de prosa de no ficció, publicada per Lleonard Muntaner Editor.
Fou membre corresponent de la Secció Filològica de l'Institut d'Estudis Catalans des de 2008 i, des de 2015, és membre de la Secció Històrico-Arqueològica. També ha estat el delegat de l'IEC a Palma (2009-2024)..
Fou un dels membres fundadors de l'entitat “Cultura i País” (2011), grup d'anàlisi i reflexió que pretenia crear un àmbit de debat i de diàleg des del qual es poguessin impulsar processos de reflexió i avaluació sobre la cultura de les Balears.

## Obra

### Poesia
- Teranyina (1973). Amb altres autors (Lleonard Muntaner, Joan Perelló i Guillem Soler). Campos: Impremta Roig.
- Mapa del desig 1977). Campos: 1977: Edicions Guaret.
- Territori d'incògnites (1988). Llucmajor: Ed. Atàviques.
- Els mapes del desig (2001) Palma, 2001: Editorial Moll.
- Poemes essencials (2009). Palma: Conselleria d'Educació i Cultura.

### Crítica literària, estudis històrico-culturals i assaig
- Ideologia i cultura a Mallorca d'entre els dos segles. El grup regeneracionista de "La Almudaina" (1998) Palma: Lleonard Muntaner Editor.
- El Diari "La Almudaina" en l'època de Miquel dels Sants Oliver (1998). Binissalem: Di7 Edicions.
- Joan Torrendell, entre el Modernisme vitalista i el Regeneracionisme d'esquerres (1998) Barcelona: Publicacions de l'Abadia de Montserrat/Universitat de les Illes Balears ("Biblioteca Marian Aguiló", 26).
- Entre l'afirmació individualista i la desfeta col·lectiva (escriptors i idees a la Mallorca del primer terç del segle XX) (2002). Barcelona:: Publicacions de l'Abadia de Montserrat/Universitat de les Illes Balears ("Biblioteca Miquel dels Sants Oliver, 17).
- L'educació, el repte de la complexitat (2005). Palma: Editorial El Far ("L'Horitzó", 4).
- Cultura i literatura a Mallorca entre els segles XIX i XX (2006). Palma: Hora Nova.
- El jonc i l'aritja. País, cultura i política (2006). Palma: Lleonard Muntaner, Editor (“Llibres de La Nostra Terra”, 71).
- Lectures i reflexions. (2006). Palma: Lleonard Muntaner, Editor (“Temps Obert”, 6).
- Trajectes literaris: de Mateu Obrador a Baltasar Porcel (2010). Palma: Lleonard Muntaner Editor (“Temps Obert”, 19)
- Damià Huguet, entre la poesia i el cinema (2010). Palma: Lleonard Muntaner Editor (“Trafalempa”, 11).
- Memòria i projecte. País, cultura i política (2014). Palma: Lleonard Muntaner Editor (“Temps Obert”, 29), 358 p.
- La cultura a Mallorca. Estudis, semblances, reflexions (2022). Palma: Lleonard Muntaner Editor ("L'Arjau", 89). 317 p.

## Guardons
- 1990: Premi Bartomeu Oliver dels Premis 31 de desembre de l'Obra Cultural Balear.
- 1993: Premi d'Actuació Cívica, concedit per la Fundació Lluís Carulla.
- 1988: Premi "Ciutat de Palma d'Investigació", atorgat per l'Ajuntament de Palma, per a la realització del projecte d'investigació La cultura literària a Mallorca entre els dos segles (1891-1909).
- 2003: Premi Crítica Serra d'Or d'estudis literaris per Entre l'afirmació individualista i la desfeta col·lectiva
- 2006: Premi Miquel dels Sants Oliver dels Premis 31 de desembre de l'Obra Cultural Balear.